# Прері-дю-Сак (містечко, Вісконсин)
Прері-дю-Сак (англ. Prairie du Sac) — місто (англ. town) в США, в окрузі Сок штату Вісконсин. Населення — 4420 осіб (2020).

## Демографія
Згідно з переписом 2010 року, у місті мешкали 1144 особи в 447 домогосподарствах у складі 343 родин. Було 468 помешкань
Расовий склад населення:
| - 98,5 % — білих - 0,3 % — азіатів |

До двох чи більше рас належало 0,7 %. Частка іспаномовних становила 2,5 % від усіх жителів.
За віковим діапазоном населення розподілялося таким чином: 21,9 % — особи молодші 18 років, 62,8 % — особи у віці 18—64 років, 15,3 % — особи у віці 65 років та старші. Медіана віку мешканця становила 46,1 року. На 100 осіб жіночої статі у місті припадало 102,1 чоловіків;  на 100 жінок у віці від 18 років та старших — 104,3 чоловіків також старших 18 років.
Середній дохід на одне домашнє господарство  становив 93 033 долари США (медіана — 82 961), а середній дохід на одну сім'ю — 110 445 доларів (медіана — 92 833). Медіана доходів становила 50 884 долари для чоловіків та 45 250 доларів для жінок. За межею бідності перебувало 1,9 % осіб, у тому числі 0,0 % дітей у віці до 18 років та 4,8 % осіб у віці 65 років та старших.
Цивільне працевлаштоване населення становило 736 осіб. Основні галузі зайнятості: освіта, охорона здоров'я та соціальна допомога — 16,6 %, фінанси, страхування та нерухомість — 13,5 %, виробництво — 12,6 %, роздрібна торгівля — 12,1 %.